# Kalkgraslanddikkopje
Het kalkgraslanddikkopje (Spialia sertorius) is een dagvlinder uit de familie Hesperiidae, de dikkopjes. Een oude Nederlandse naam is pimperneldikkopje.

## Kenmerken
De spanwijdte van de vlinder bedraagt tussen de 22–26 mm. Aan de roodachtige onderzijde van de achtervleugels en de rode punt aan het achterlijf is de vlinder te onderscheiden van gelijkende soorten.
Het is een snelle vlieger die laag bij de grond blijft, hierdoor is de vlinder vaak lastig te volgen.

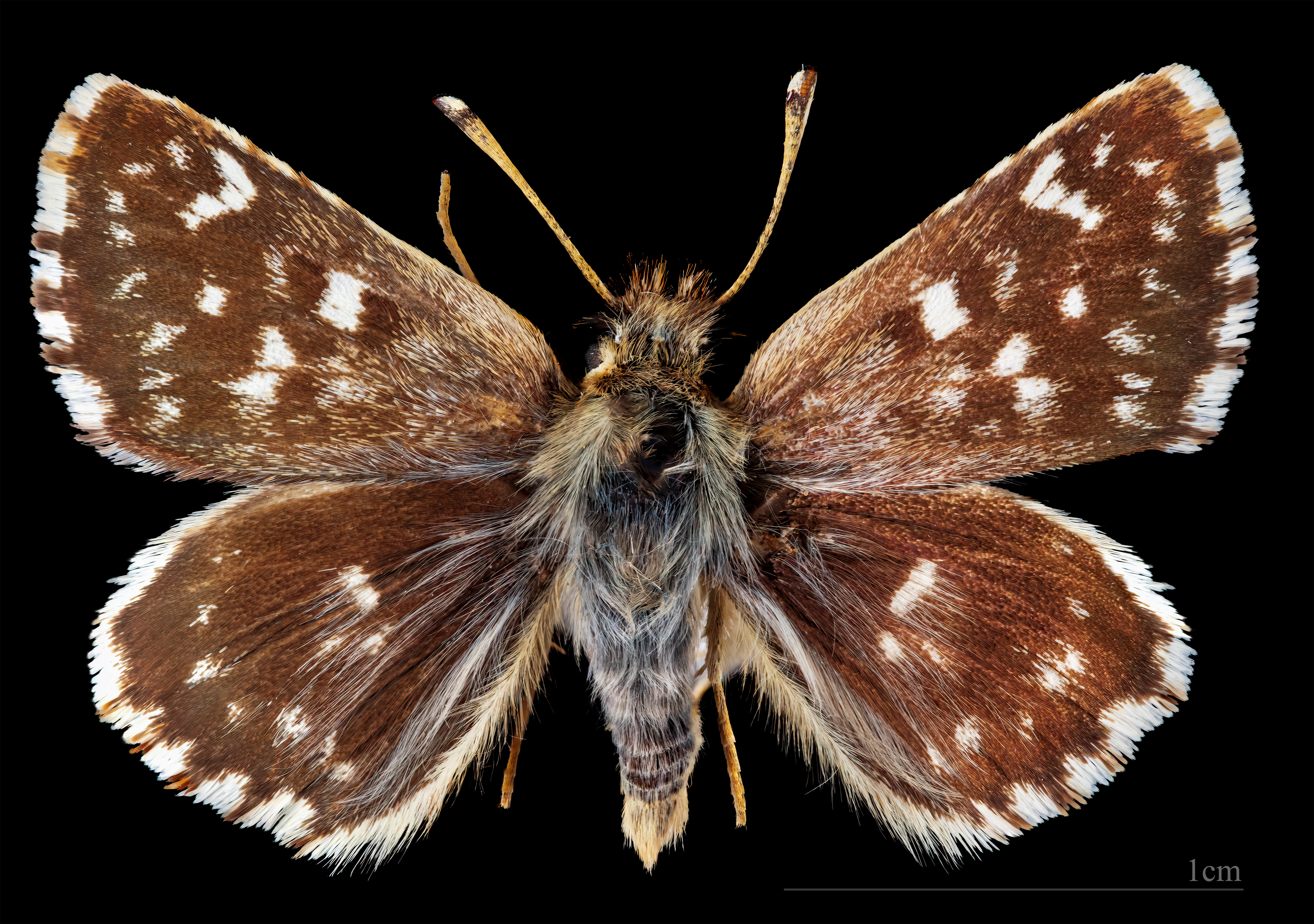
Spialia s. sertorius ♂
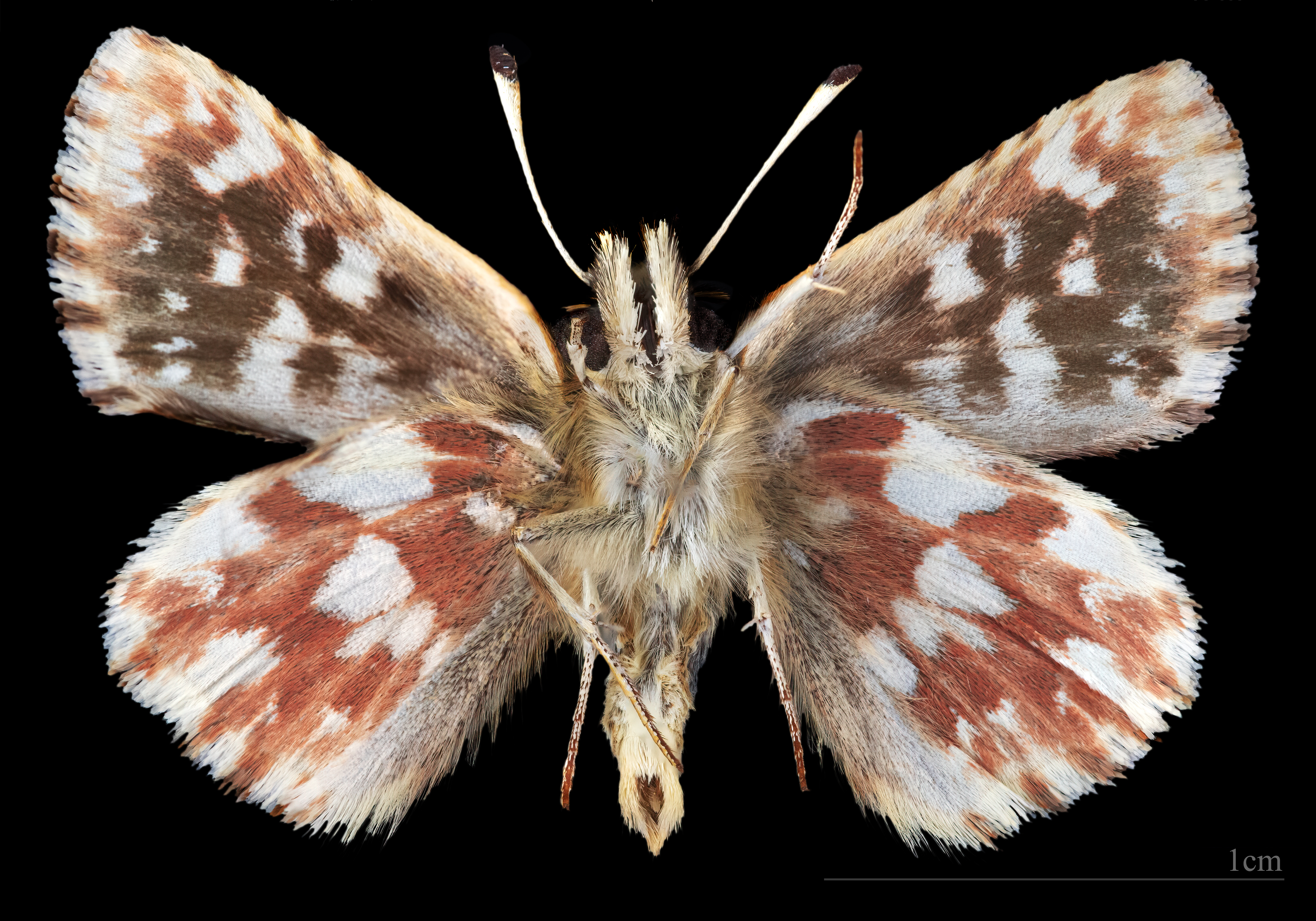
Spialia s. sertorius ♂ △

## Verspreiding en leefgebied
De vlinder komt voor op droge en kalkgraslanden in Centraal- en Zuid-Europa en noordelijk Afrika, waar de waardplant van de rups de kleine pimpernel groeit.

## Vliegtijd
De vliegtijd is van april tot en met augustus.

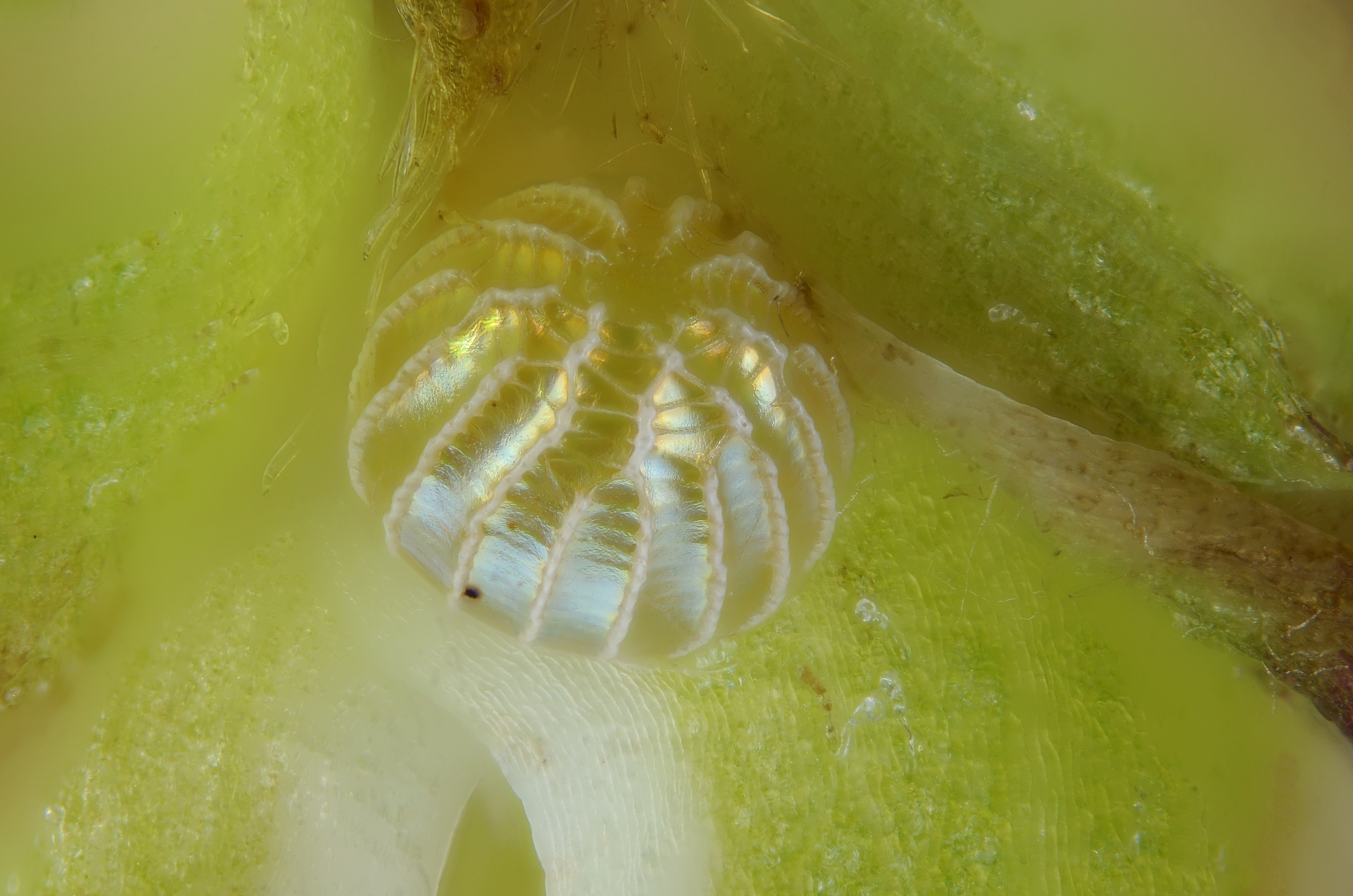
Eitje